# Dworzec Centralny im. Stanisława Moniuszki

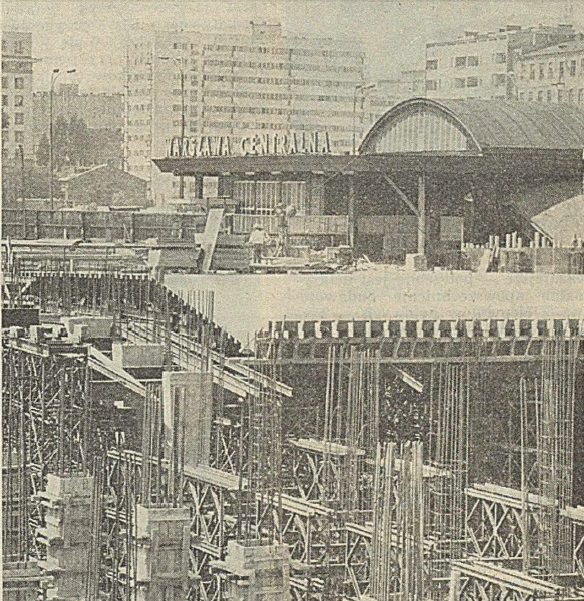
Budowa dworca, widoczny tymczasowy budynek Dworca Centralnego

Logo nowo otwartego Warszawskiego Dworca Centralnego

Dworzec Centralny im. Stanisława Moniuszki – główny dworzec kolejowy w Warszawie i największy dworzec w Polsce. Znajduje się w dzielnicy Śródmieście, przy Alejach Jerozolimskich 54, pomiędzy al. Jana Pawła II i ul. Emilii Plater, nad tunelem średnicowym łączącym stację Warszawa Centralna ze stacjami Warszawa Wschodnia i Warszawa Zachodnia.
Według kategoryzacji PKP dworzec ma najwyższą kategorię, Premium.

## Charakterystyka
Dworzec stanowi centralny punkt warszawskiej linii średnicowej. Połączony jest przejściami podziemnymi z dwiema stacjami o znaczeniu lokalnym: Warszawa Śródmieście, obsługującą pociągi regionalne i aglomeracyjne przewoźników Koleje Mazowieckie i Szybka Kolej Miejska oraz końcową stacją Warszawskiej Kolei Dojazdowej – Warszawa Śródmieście WKD.
Kubatura dworca wynosi 600 tys. m³, a powierzchnia ok. 90 tys. m². Dziennie korzysta z niego ok. 60 tys. osób, a rocznie ponad 24 mln.
Budynek hali głównej nie obejmuje całości podziemnych peronów, które m.in. rozciągają się jeszcze za al. Jana Pawła II.
Dworzec Centralny jest największym dworcem w Polsce, zarówno pod względem powierzchni obsługi pasażerskiej, jak i powierzchni komercyjnej, z powierzchnią komercyjną ponad 8,5 tys. GLA.
W związku z budową dworca, pod skrzyżowaniem Alej Jerozolimskich z al. Jana Pawła II i ul. Tytusa Chałubińskiego (obecne rondo Czterdziestolatka) zbudowano w latach 1972–1976 system przejść podziemnych ze sklepami.
Najbardziej charakterystyczny element dworca to część naziemna – ma formę ogromnej wiaty na dwóch szeregach smukłych, żelbetowych słupów, kryjącej dwustronnie przeszklony ścianą kurtynową pawilon stanowiący konstrukcyjnie i kompozycyjnie jednoprzestrzenną halę z nieznacznie nadwieszonymi segmentami bocznymi o elewacjach zaopatrzonych w okna wstęgowe. 28 betonowych słupów wychodzących z poziomu torowisk wyposażono w charakterystyczne głowice niosące dźwigary zadaszenia. Formę dachu płaskiego oparto na trzech krzywiznach tworzących łukowaty segment środkowy ujęty wydatnie uniesionymi skrzydlatymi okapami. Całość posadowiono na wyniesionej na wysokość 2 metrów nad poziomem ulicy części cokołowej licowanej rustyką.
Tuż obok Dworca Centralnego w 2007 r. powstał kompleks Złote Tarasy, który został połączony z dworcem przejściem podziemnym. Poprzez system przejść podziemnych dworzec połączony jest również z Galerią LIM pod wieżowcem Centrum LIM.

## Historia
Do 1944 r. centralnym dworcem Warszawy był Dworzec Główny, który został zniszczony przez Niemców po powstaniu warszawskim. Lokalizacja nowego centralnego dworca kolejowego dla stolicy w obecnym miejscu została wyznaczona przez Biuro Odbudowy Stolicy w 1946 r. Przez kolejne ćwierćwiecze powstało kilka koncepcji układu i budynku dworca – wszystkie autorstwa architekta Arseniusza Romanowicza – jednak na przeszkodzie ich realizacji stawały względy finansowe, zaś funkcję tymczasowego dworca pełniła Warszawa Główna Osobowa. Na wyznaczonym miejscu wybudowano w latach 1952–1954 tymczasowy dworzec dla pociągów podmiejskich, usytuowany w wykopie i obsługiwany przez drewniane pawilony zaadaptowane z dawnych kas wyścigów konnych. Funkcjonował on do czasu otwarcia dworca Warszawa Śródmieście w 1963 r., a następnie miał zostać wyburzony. Z braku alternatywy ponownie otwarto go jednak po wybudowaniu drugiej pary torów na linii średnicowej, tym razem w celu obsługi pociągów dalekobieżnych przejeżdżających przez centrum miasta.
W 1972 r. podjęto decyzję o budowie nowoczesnego dworca dalekobieżnego. Ukończono go 5 grudnia 1975 i wkrótce potem przejął on obsługę większości pociągów dalekobieżnych w Warszawskim Węźle Kolejowym. Powstał według projektu Arseniusza Romanowicza przy współpracy Piotra Szymaniaka, przy czym w trakcie budowy projekt był wielokrotnie zmieniany, co odbiło się nie tylko na jakości robót, ale także na funkcjonalności dworca. Zrezygnowano m.in. z betonowych estakad dla pieszych planowanych na poziomie antresoli i prowadzących do pobliskich wieżowców Centrum LIM i Intraco II. Budowę prowadzono błyskawicznie w związku z planowaną wizytą Leonida Breżniewa. Dla przyspieszenia prac na budowie pracowali także żołnierze Ludowego Wojska Polskiego. Teoretycznie przy budowie nie nakładano na projektujących żadnych ograniczeń finansowych, a jedynie ścisłe ograniczenia czasowe dotyczące zakończenia budowy. W efekcie wiele elementów zaprojektowano i wybudowano w szkodliwym pośpiechu, na przykład dach i niektóre instalacje wodnokanalizacyjne, co zostało naprawione. Budowę dworca sfinansowano m.in. dzięki kredytom od państw zachodnich. Kredyty zaciągnięto dzięki staraniom przywódcy PRL Edwarda Gierka. W czasie budowy dworca znaleziono bunkier pod Alejami Jerozolimskimi, o czym informowały media, w tym PAP.
Na Dworcu Centralnym zainstalowano nowoczesne systemy: nagłośnieniowy i telewizyjny, które były pierwszym tego rodzaju rozwiązaniem w Polsce. Obie instalacje miały na celu nie tylko wspomaganie obsługi podróżnych, ale również skuteczny monitoring i kontrolę działania całego obiektu. System nagłośnienia składał się z 30 wzmacniaczy o mocy 250 W, które zasilały 350 kolumn głośnikowych oraz około 360 pojedynczych głośników. Z kolei sieć telewizyjna została wyposażona w 60 kamer oraz 70 monitorów i odbiorników. Wzmacniacze oraz głośniki dostarczyła firma Philips. Podczas opracowywania projektu nagłośnienia wykorzystano doświadczenia zdobyte przy realizacji instalacji w dużych budynkach użyteczności publicznej. Dodatkowo uwzględniono nowoczesne technologie stosowane na zagranicznych lotniskach i dworcach kolejowych.
Pierwszy pociąg (ekspresowy z Gliwic) wjechał na peron budowanego dworca wieczorem 24 marca 1974.
W uroczystym otwarciu, które miało miejsce 5 grudnia 1975, uczestniczyli przedstawiciele władz partyjnych i rządowych, na czele z Edwardem Gierkiem, Piotrem Jaroszewiczem i Henrykiem Jabłońskim.
W skład kompleksu dworca weszły m.in. hala główna, hala peronowa, podziemne perony, przejścia oraz galerie.
Jak na swoje czasy i dotychczasową formę polskich dworców, budynek miał duże walory funkcjonalne i estetyczne oraz był nowatorski. Ówczesna propaganda ogłosiła, że dworzec „pod względem nowoczesności rozwiązań nie ma sobie równych w Europie”.
Dworzec ma cztery perony znajdujące się pod ziemią, o długości 400 metrów każdy. Wszystkie perony są wyposażone w windy. Główna hala dworcowa wykonana jest ze stali i szkła, a jej nowatorska konstrukcja zyskała sobie uznanie w oczach ówczesnych architektów. Podczas budowy stropy, drzwi automatyczne i elewacje z blachy sprowadzono ze Szwajcarii, amerykańskie schody ruchome z Paryża i Brukseli zaś elektroniczne zegary z Włoch. Budynek krytykowany jest ze względu na oddzielenie budynku dworca od infrastruktury miejskiej oraz sztuczne podwyższenie konstrukcji względem wysokości Alej Jerozolimskich i związane z tym wszelkie niedogodności komunikacyjne. Zwolennicy dworca w tym architekci i dziennikarze podkreślają jednak, iż specyficzna konstrukcja dworca kolejowego ukrytego pod ziemią tak jak metro jest jego zaletą i wielką oszczędnością miejsca w zatłoczonym mieście.
Różnica kondygnacji z hali głównej na perony wynosi dwa piętra. Schody ruchome oraz ruchome chodniki, pomimo iż łączyły wszystkie poziomy budynku, to jednak ze względu na wiek urządzeń i zaniedbania administracji ulegały awariom. Urządzenia wymieniono na nowe w 2014 r. Nie jest prawdą, że dworzec nie został przystosowany dla osób z niepełnosprawnościami. Arseniusz Romanowicz, w swojej książce pod tytułem „Warszawski Dworzec Centralny” (wyd. DOKP, Warszawa 1975) napisał, że windy zainstalowane na każdym peronie oraz w hali głównej są przeznaczone m.in. dla osób na wózkach inwalidzkich oraz dla osób z ciężkimi bagażami. Windy działały po otwarciu dworca, później uległy awarii, a następnie zostały naprawione dopiero po wielu latach w maju 2012 roku i wyposażone w przyciski dostępne dla każdego zamiast dotychczasowych, krytykowanych od lat przez niepełnosprawnych oraz media zamków na klucz. Perony, przed remontem przeprowadzonym w 2011 roku, były nierównomiernie oświetlone, a wieloletnie zanieczyszczenia pokrywające ściany i posadzki utrudniały odbijanie światła. Na każdym peronie, w jego zachodnim końcu znajdowała się toaleta publiczna. Na dworcu mieści się komisariat policji wraz z centrum monitoringu.
Około 2009 roku PKP planowało, że w latach 2014–2018 powstanie nowy dworzec centralny, a stary zostanie wyburzony. Zakładano wówczas, że nowy dworzec zostanie wybudowany przez inwestora prywatnego. Dworzec miał liczyć 30 pięter, z którego 2 dolne kondygnacje miały pełnić funkcje dworcowe. Planowano również dobudowę 3 peronów (jeden dla linii dalekobieżnych i dwa dla pociągów podmiejskich). W 2015 roku zdecydowano, że nowy dworzec nie będzie budowany.
Dworzec, podobnie jak inne dworce kolejowe w Polsce, przechodził renowację w ramach ogólnopolskiego programu modernizacji stacji kolejowych „Robi się!”, zainicjowanego przez PKP SA. Umowę na remont dworca podpisano ze spółką PORR Polska 5 lipca 2010. Koszt remontu wyniósł 47 mln zł. Remont generalny rozpoczął się w sierpniu 2010, obejmując gruntowne czyszczenie elementów dachu, elewacji i wnętrz, usunięcie oraz wymianę najbardziej zużytych elementów wystroju, wymianę niektórych instalacji technicznych, a także uporządkowanie ładu przestrzennego na terenie i wokół dworca. Między innymi umyto i wypolerowano granitową posadzkę w hali głównej, a także gruntownie wyczyszczono aluminiowy sufit. Naprawiono neony na zewnątrz budynku oraz uruchomiono zewnętrzną iluminację dworca w szczycie dachu. Prace remontowe rozpoczęły się w połowie 2010 i zostały zakończone na przełomie 2011 i 2012. Podczas prac remontowych zostały wymienione sufity podwieszane w galeriach na poziomie −1, usunięto punkty gastronomiczne, uporządkowano i zainstalowano nowy system informacji dla pasażerów, zainstalowano nowoczesne oświetlenie, biletomaty oraz udogodnienia dla osób niepełnosprawnych.
W latach 2013–2016 wymieniono schody ruchome i pochylnie, zakończono przebudowę systemu izolacji termicznej i ogrzewania oraz stropu dworca.
Na początku kwietnia 2015 rozpoczął się kolejny remont hali głównej, w ramach którego m.in. została wybudowana tam antresola, która 23 marca 2016 została udostępniona podróżnym.
Od 5 stycznia 2019 na wniosek Towarzystwa Miłośników Muzyki Moniuszki dworzec nosi imię Stanisława Moniuszki, co jest jednym z elementów obchodów roku imienia kompozytora.
Od 24 lipca 2019 decyzją wojewódzkiego konserwatora zabytków jest wpisany do rejestru zabytków.

## Połączenia międzynarodowe
Z dworca istnieją bezpośrednie połączenia do wielu miast Europy: Berlina, Bratysławy, Budapesztu, Ostrawy, Pragi, Wiednia.

## Węzeł przesiadkowy
Dworzec Centralny stanowi największy w Warszawie węzeł przesiadkowy. W pobliżu dworca znajdują się stacja metra Centrum i dworzec podmiejski Warszawa Śródmieście. W okolicy dworca zatrzymuje się też kilkadziesiąt linii tramwajowych i autobusowych. Stacje Warszawa Centralna i Warszawa Śródmieście WKD połączone są systemem przejść podziemnych z przystankami tramwajowymi i autobusowymi w alei Jana Pawła II i Alejach Jerozolimskich oraz z pętlą autobusową pomiędzy budynkiem Dworca Centralnego i centrum handlowym „Złote Tarasy” (i przystankami autobusowymi krańcowymi i przelotowymi na ulicy Emilii Plater). Z tej pętli odjeżdża większość autobusów nocnych. Przejścia między przystankami są w większości realizowane pod ziemią.
Węzeł „Warszawa Centralna – Warszawa Śródmieście – Metro Centrum” jest najbardziej wykorzystywanym węzłem przesiadkowym w Polsce.

## Inne informacje
Dworzec miał stać się jednym z symboli ambitnej polityki modernizacji kraju prowadzonej przez PZPR w latach 70. XX wieku. W związku z tym m.in.:
- Dworzec Centralny za swą koncepcję estetyczną i funkcjonalną zdobył tytuł Mister Warszawy 1975 roku przyznawany za najlepszą realizację architektoniczną[13].
- Ściany korytarzy na Dworcu Centralnym, a także ławki i balustrady zostały wykonane w latach 70. ze szlachetnych i uznawanych za luksusowe kamieni okładzinowych takich jak marmur Biała Marianna (kamień sprowadzano z Kazachstanu i z Sudetów) oraz labradoryt czarny Błękitna Wołga (z Ukrainy), z którego wykonano kolumny flankujące drzwi automatyczne przy wejściu do hali głównej[39].
- Wyposażenie Dworca Centralnego obejmuje windę dwustronną o udźwigu 4000 kg, łączącą wszystkie poziomy budynku, zaprojektowaną dla osób z niepełnosprawnościami i podróżnych z ciężkimi bagażami[2]. W latach 90. uległa ona awarii i nie działała do roku 2012.
- W październiku 1986 na dworcu uruchomiono elektroniczną planszę z planem miasta oraz elektroniczny informator o rozkładzie jazdy typu „Fasbond”[40].
- Wewnątrz peronów znajdują się ukryte tunele komunikacyjne przeznaczone do transportu bagaży, poczty oraz przechowywania pojazdów do czyszczenia posadzek. Każdy tunel jest wyposażony w windę oraz wyjazd z pochylnią. Ponadto są to perony należące do najdłuższych w Polsce (400 m). Perony były połączone pochylniami z poziomem ulicy do czasu wybudowania kompleksu Złote Tarasy[41]. Na dwóch z czterech peronów znajdują się także służbowe schody kręte dla drużyn konduktorskich.
- Wszystkie perony wyposażono w oryginalną iluminację rozświetlającą ich krawędzie od spodu żarówkami. Po wielu latach instalacja została usunięta[42].
- Na każdym peronie zainstalowano telewizory przeznaczone tylko dla maszynistów i kierowników pociągów. Były one częścią systemu telewizji przemysłowej na dworcu[43][44].
- Dworzec Centralny został wyposażony w dwa niewielkie tarasy widokowe, znajdujące się na poziomie antresoli zachodniej. Taras północny z widokiem na Pałac Kultury i Nauki i taras południowy z widokiem na Hotel Marriott są jedynymi pozostałościami po niezrealizowanych, a planowanych w latach 70. estakadach, mających łączyć piętro dworca z innymi budynkami. Tarasy widokowe były dostępne do czasu remontu dworca w 2011 roku.
- Dworzec Centralny wyposażono także w nowatorską poczekalnię przeznaczoną tylko dla matek z dziećmi. Znajdowała się na poziomie antresoli zachodniej i zapewniała widok na Pałac Kultury i Nauki[45].
- Dworzec Centralny jako pierwszy w Polsce został wyposażony w klimatyzację i ogrzewanie każdego pomieszczenia za pomocą urządzeń sprowadzonych w latach 70. z krajów Zachodu. Ewenementem i luksusem było wyposażenie marmurowo-drewnianych ławek na peronach we własne ogrzewanie ukryte za metalowymi żaluzjami. System wentylacji pozwalał na włączenie maksymalnej mocy i natychmiastowe usunięcie spalin pochodzących z parowozów lub lokomotyw spalinowych.
- Na każdym peronie znajdowały się automaty telefoniczne, ogrzewane i przeszklone poczekalnie, posterunki dyżurnych peronowych oraz toalety publiczne[46].
- Wszystkie poczekalnie i inne pomieszczenia wyposażono w telewizory, które były częścią „instalacji telewizji informacyjno-rozrywkowej” na dworcu[47][48].
- Na każdym peronie w pobliżu posterunku dyżurnego peronowego zainstalowano masywne, białe marmurowe fontanny do picia wody, czyli poidełka pełniące w architekturze także rolę dekoracyjną. Po wielu latach urządzenia zostały usunięte[49][50][51].
- Zainstalowano pierwsze w Polsce schody ruchome i chodniki ruchome na pochylniach, produkcji amerykańskiej[52].
- Na stacji czekały na podróżnych wózki na bagaże, aby – tak jak chciał architekt – nikt nie musiał dźwigać ciężkich toreb i waliz. Wózki na bagaże zostały zakupione na Zachodzie i były typowymi wózkami lotniskowymi. Wózki były przystosowane do jazdy po schodach ruchomych.
- Zakupiono na Zachodzie nowoczesne, małe, jednoosobowe pojazdy akumulatorowe produkcji angielskiej oraz amerykańskiej[53] do czyszczenia i odkurzania posadzek w całym budynku.
- Wyposażono budynek w urządzenia gastronomiczne produkcji francuskiej[54].
- Zainstalowano elektroniczne, cyfrowe zegary klapkowe z podświetleniem i centralnym sterowaniem, pochodzące z Włoch i używane wówczas na lotnisku Paryż-Orly[55]. Zegary były dopasowane swym stylem do modernistycznej architektury dworca i funkcjonowały do roku 2011 kiedy zostały wymienione na nowe.
- Zainstalowano pierwsze w Polsce drzwi automatyczne, produkcji szwajcarskiej[56], wyposażone w nowatorski wówczas mechanizm reagujący na ciężar ludzkiego ciała w obszarze przed wejściem i wyjściem, uruchamiający drzwi. Fascynację samoczynnie otwierającymi się szklanymi drzwiami uwieczniono w pierwszym odcinku serialu 07 zgłoś się z 1976 pt. „Major opóźnia akcję”. Wykonane były z przezroczystego szkła w bardzo cienkich ramach z aluminium w odcieniu srebrnym. Zostały wymienione na nowe w roku 2011.
- Zbudowano specjalny salon dla VIP-ów od strony ul. Emilii Plater. Pomieszczenie miało wejście od strony ulicy i wyjście w postaci schodów na poziom podziemnej galerii, z której można było już zobaczyć z góry perony kolejowe. Pierwszym gościem był Leonid Breżniew[57]. W 2007 r. w salonie PKP Intercity urządziło pierwszą w Polsce zamkniętą poczekalnię na dworcu kolejowym dla posiadaczy biletów pierwszej klasy na pociągi PKP Intercity pod nazwą „Strefa VIP”.
- Przez kilkanaście miesięcy PKP zatrudniały hostessy ubrane w bordowe mundurki. Postać hostessy z Dworca Centralnego uwieczniła Irena Kwiatkowska jako Kobieta Pracująca w pełnometrażowym odcinku Czterdziestolatka pt. „Motylem jestem, czyli romans 40-latka”.
- Na dworcu przez wiele lat byli zatrudnieni umundurowani tragarze wyposażeni we własne wózki na bagaże w celu pomocy podróżnym[58].
- Na środku dworcowego przejścia podziemnego pod skrzyżowaniem Al. Jerozolimskich z ul. Chałubińskiego stała biało-czerwona marmurowa fontanna w kształcie prostokątnym, uznawana za atrakcję turystyczną[59]. Urządzenie sprowadzono z Włoch. W latach 90. XX fontanna została usunięta. Pojawiły się tam sklepy, którymi zabudowano znaczną część podziemi w kompleksie dworca.
- Dworzec Centralny był pierwszym dworcem w Polsce wyposażonym poza windami pasażerskimi także w dodatkowe windy towarowe (ukryte z dala od pomieszczeń ogólnodostępnych), to znaczy w windę kuchenną przeznaczoną do transportu artykułów spożywczych do baru znajdującego się w antresoli wschodniej na piętrze, a także w osobną windę do usuwania śmieci ze wszystkich poziomów budynku, znajdującą się w zachodniej części budynku.
- Warszawski Dworzec Centralny został uznany przez szwajcarskiego architekta, krytyka i historyka sztuki Wernera Hubera za „przykład wybitnej architektury modernizmu, perła na szynach”[60]. Huber powiedział także, że „Dworzec Warszawa Centralna deklasuje krewnych z Zachodu”[61] oraz że to „Znakomita przestrzeń publiczna: hala główna dworca Warszawa Centralna w swoim pierwotnym kształcie”[62]. W jego ocenie w latach 70. Warszawa Centralna uchodziła za najnowocześniejszy dworzec kolejowy w Europie[63].
- Dworzec Centralny w Warszawie stanowi „naprawdę spektakularną spuściznę polskiego powojennego modernizmu” według niemieckiego architekta i publicysty aktywnego w Szwajcarii Wolfganga Kila[64].

„Architektura Murator” uznał warszawski Dworzec Centralny w lutym 2012 roku za „Ikonę polskiej architektury XX wieku” oraz „za przykład architektury modernistycznej o szczególnych walorach”. Oceny dokonano przy okazji ukończonego remontu budynku.
W październiku 2008 Najwyższa Izba Kontroli po kontroli przeprowadzonej na 223 dworcach kolejowych w Polsce stwierdziła, że Dworzec Centralny był jednym z najgorszych pod względem stanu technicznego. Działania zarządcy dworca nie zapewniały pasażerom wystarczającego bezpieczeństwa oraz czystości i porządku, zwrócono uwagę m.in. na obecność bezdomnych.

## Galeria

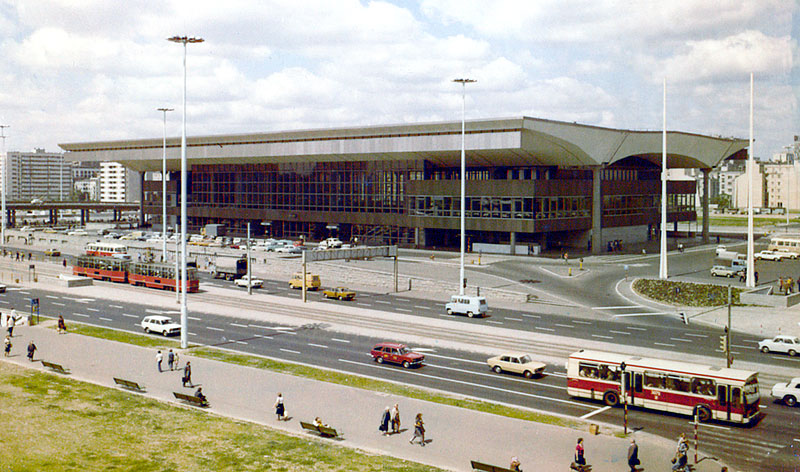
Dworzec Centralny w latach 70.
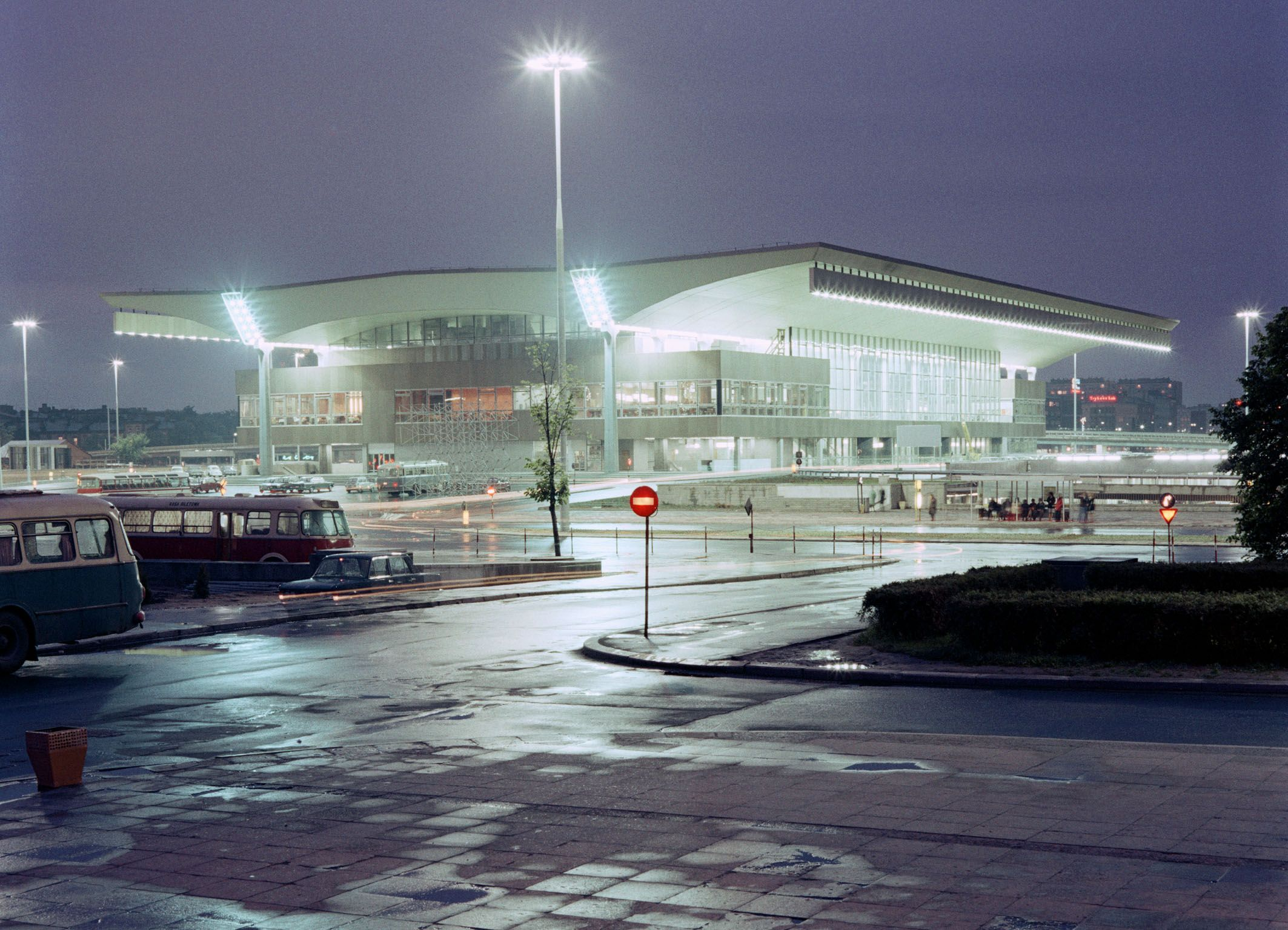
Dworzec Centralny w 1975 roku
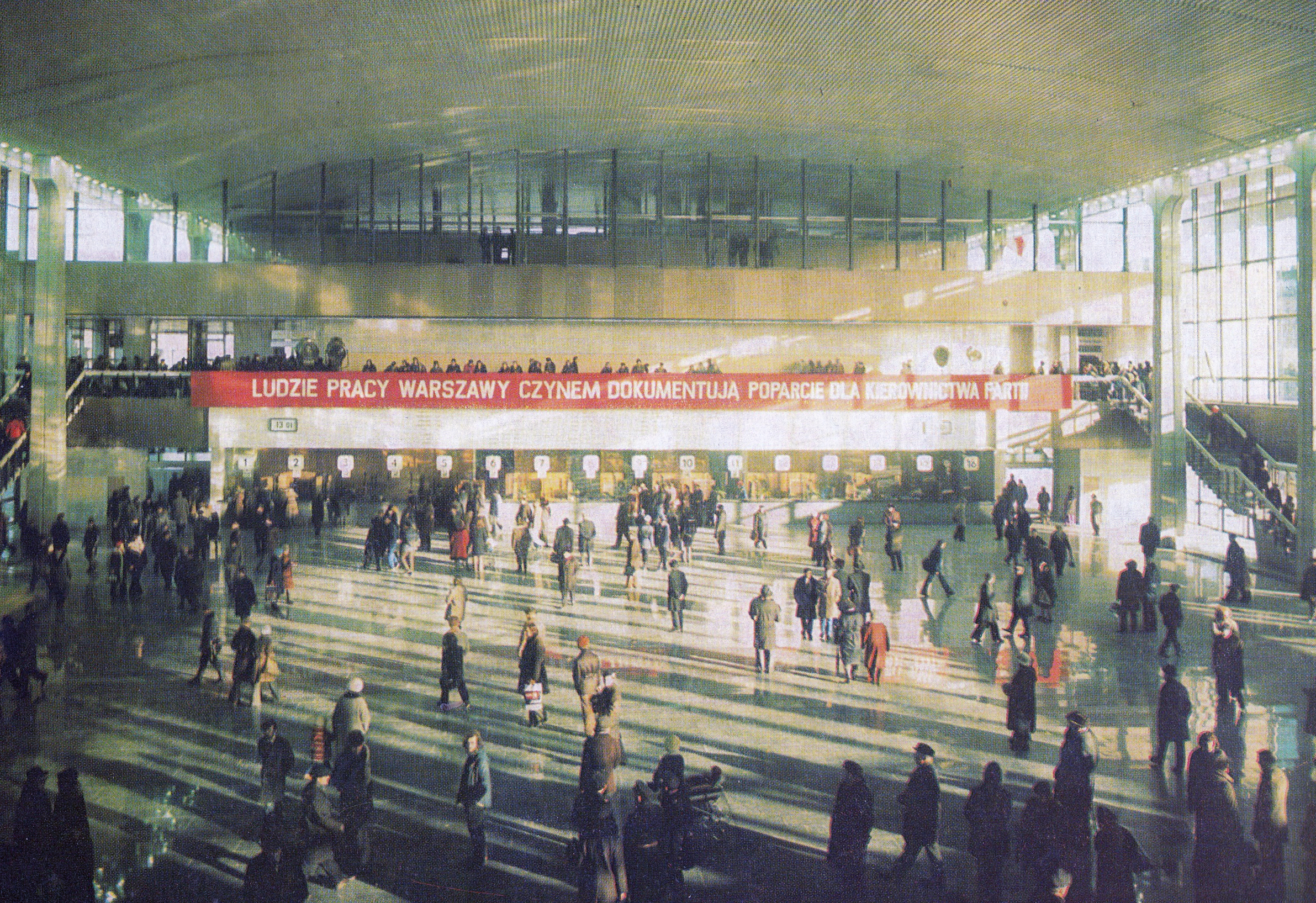
Hala główna dworca w 1975 roku
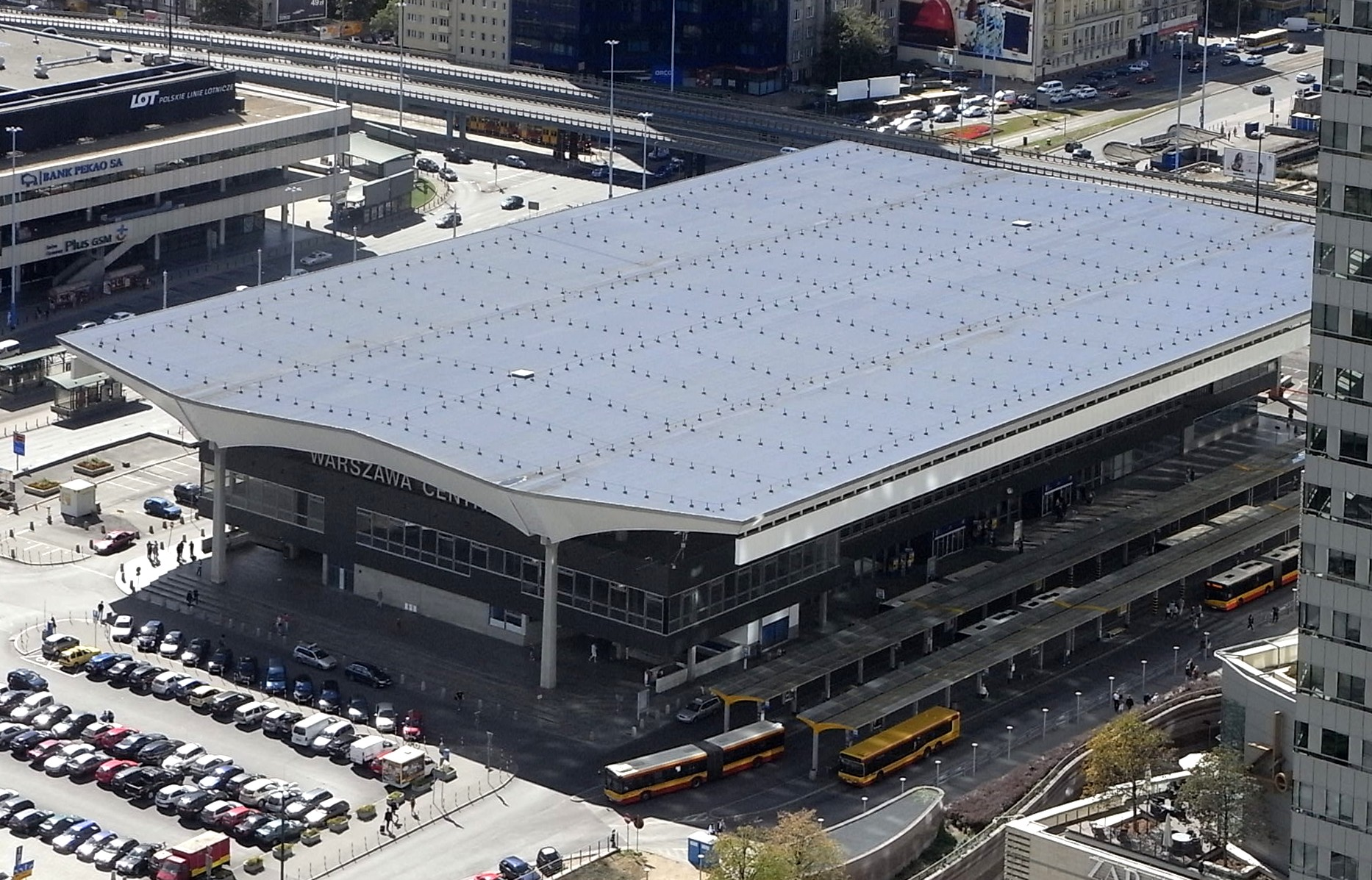
Dworzec widziany z Pałacu Kultury i Nauki
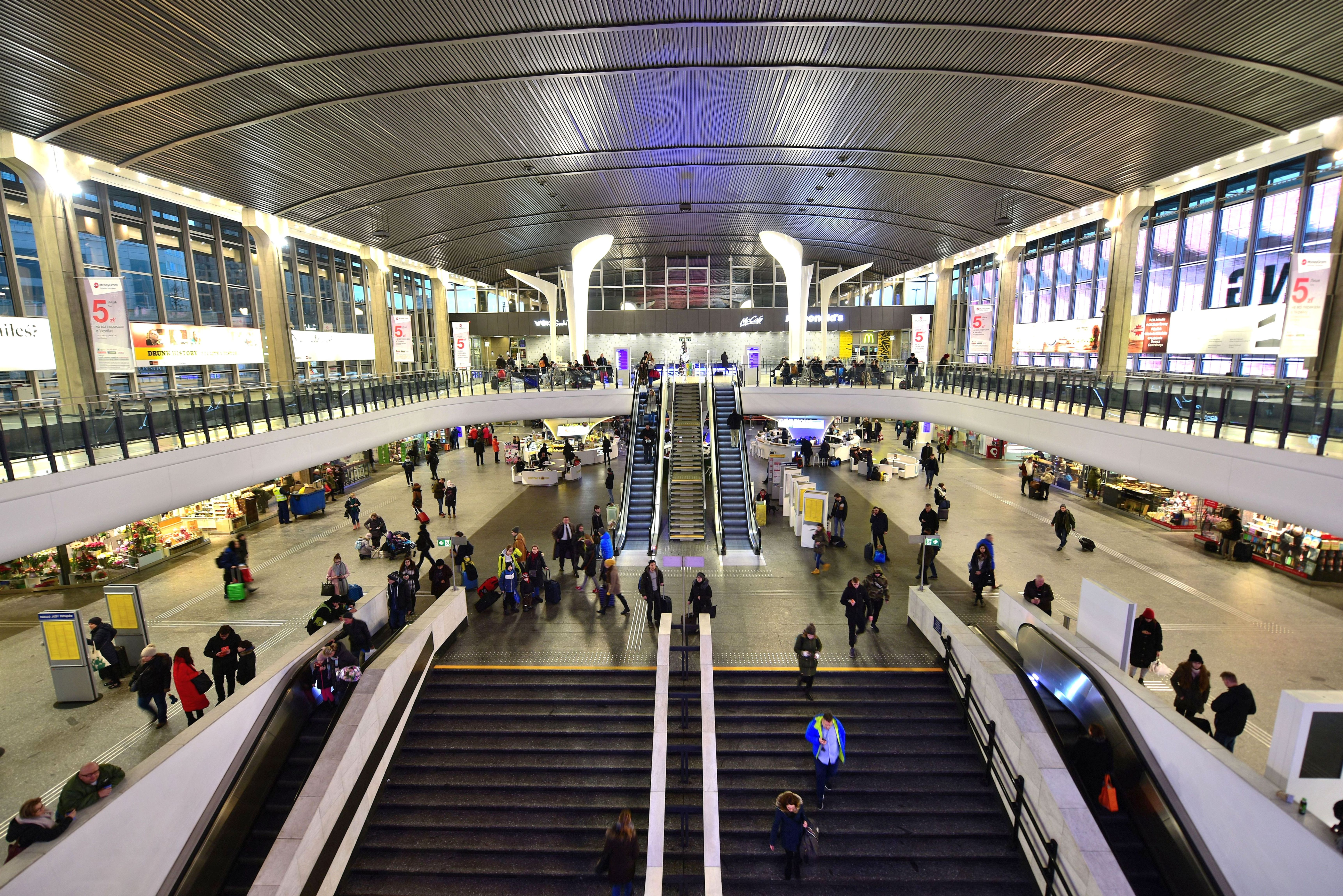
Hala główna widoczna z antresoli
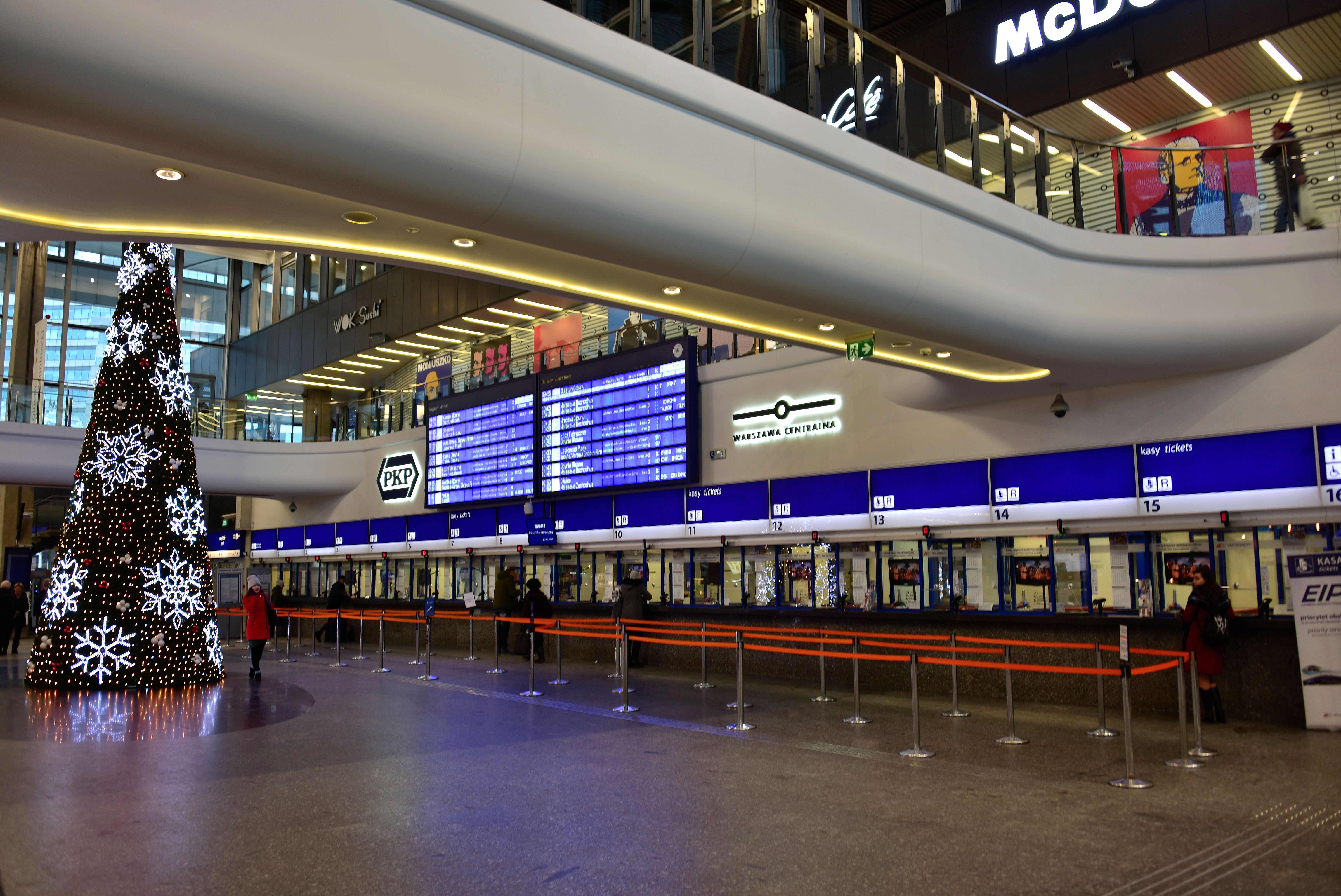
Kasy biletowe w hali głównej
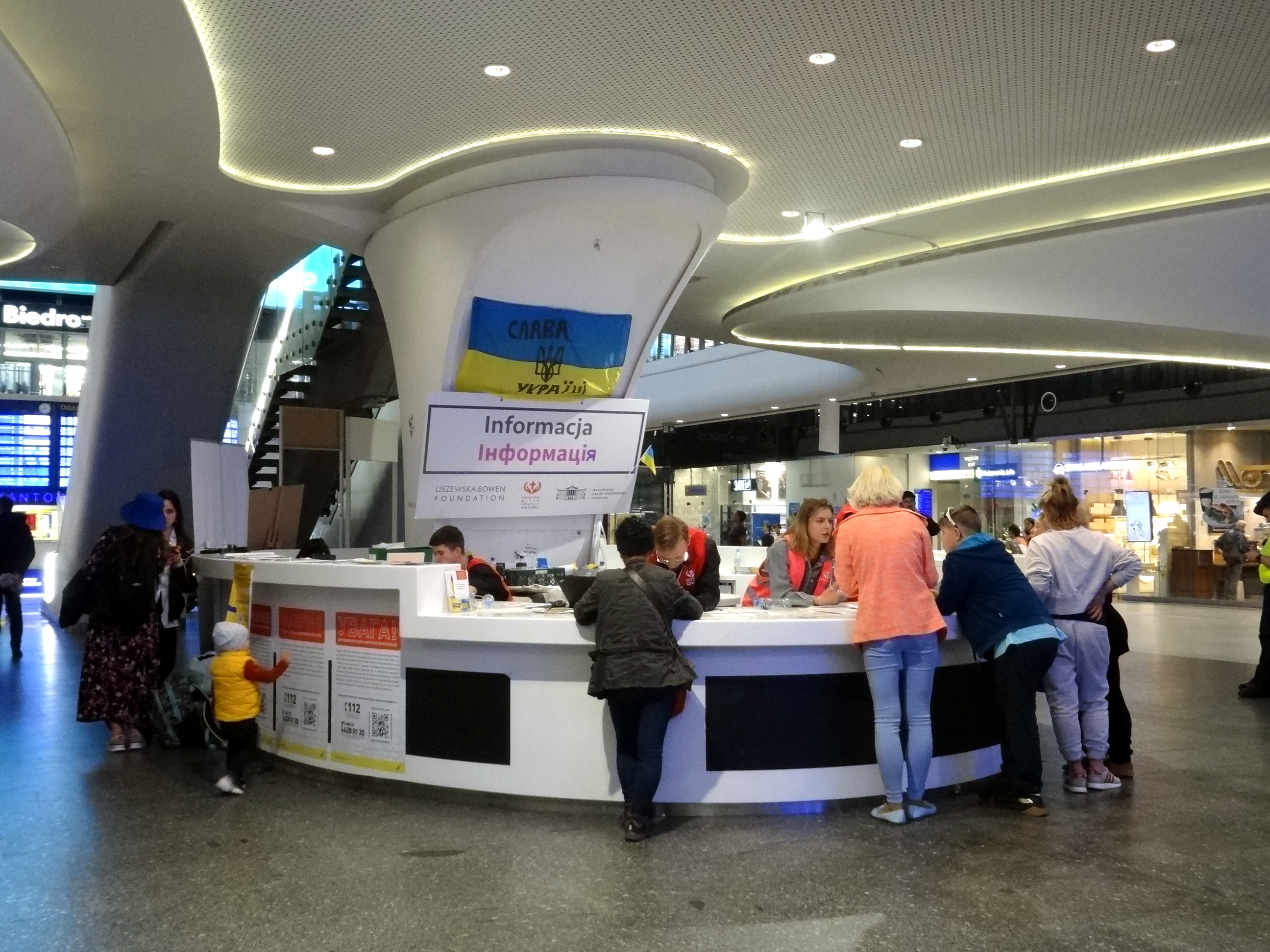
Hala główna po remoncie 2010-2012 r. z punktem informacyjnym dla ukraińskich uchodźców
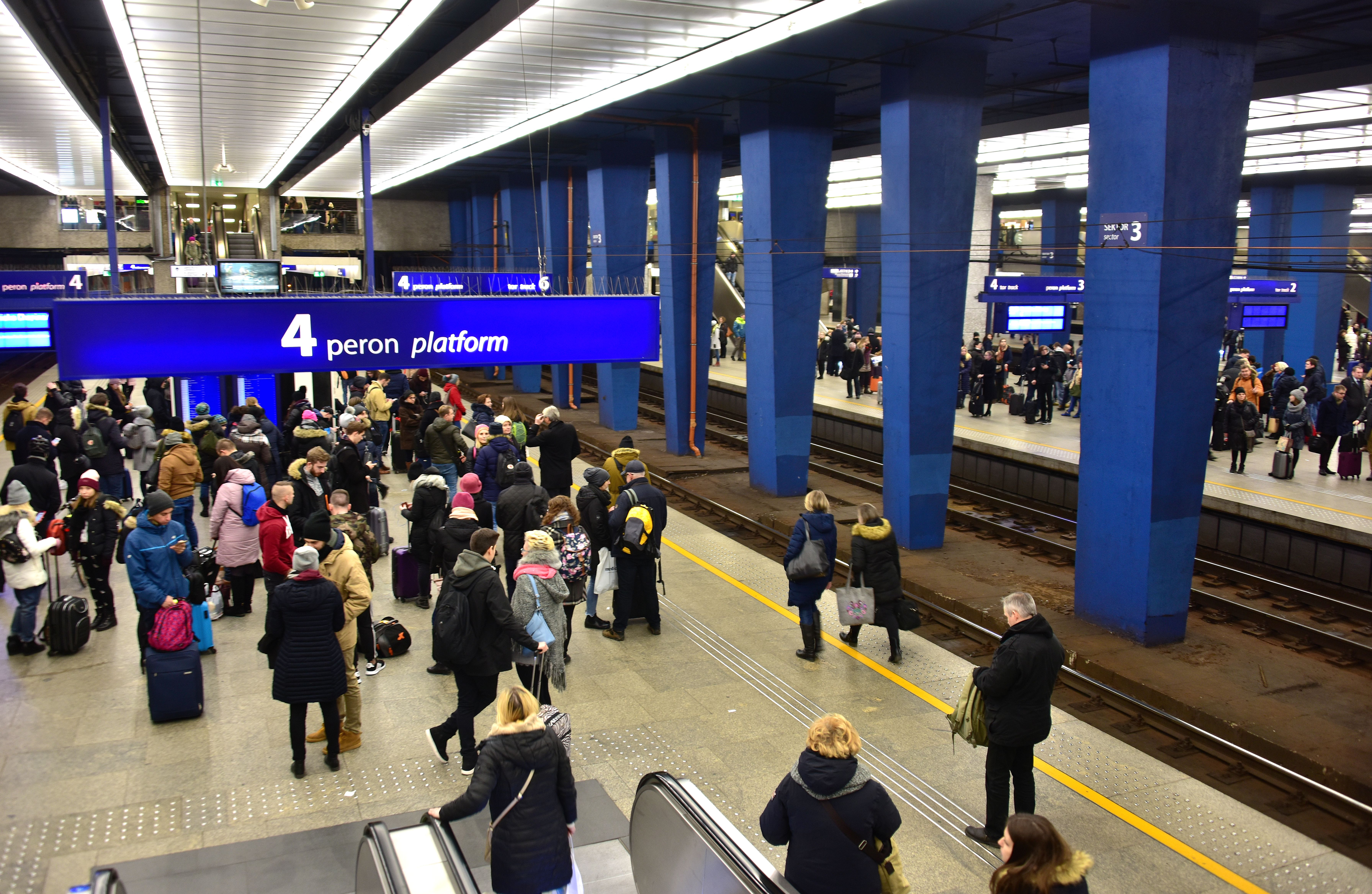
Pasażerowie w hali peronowej
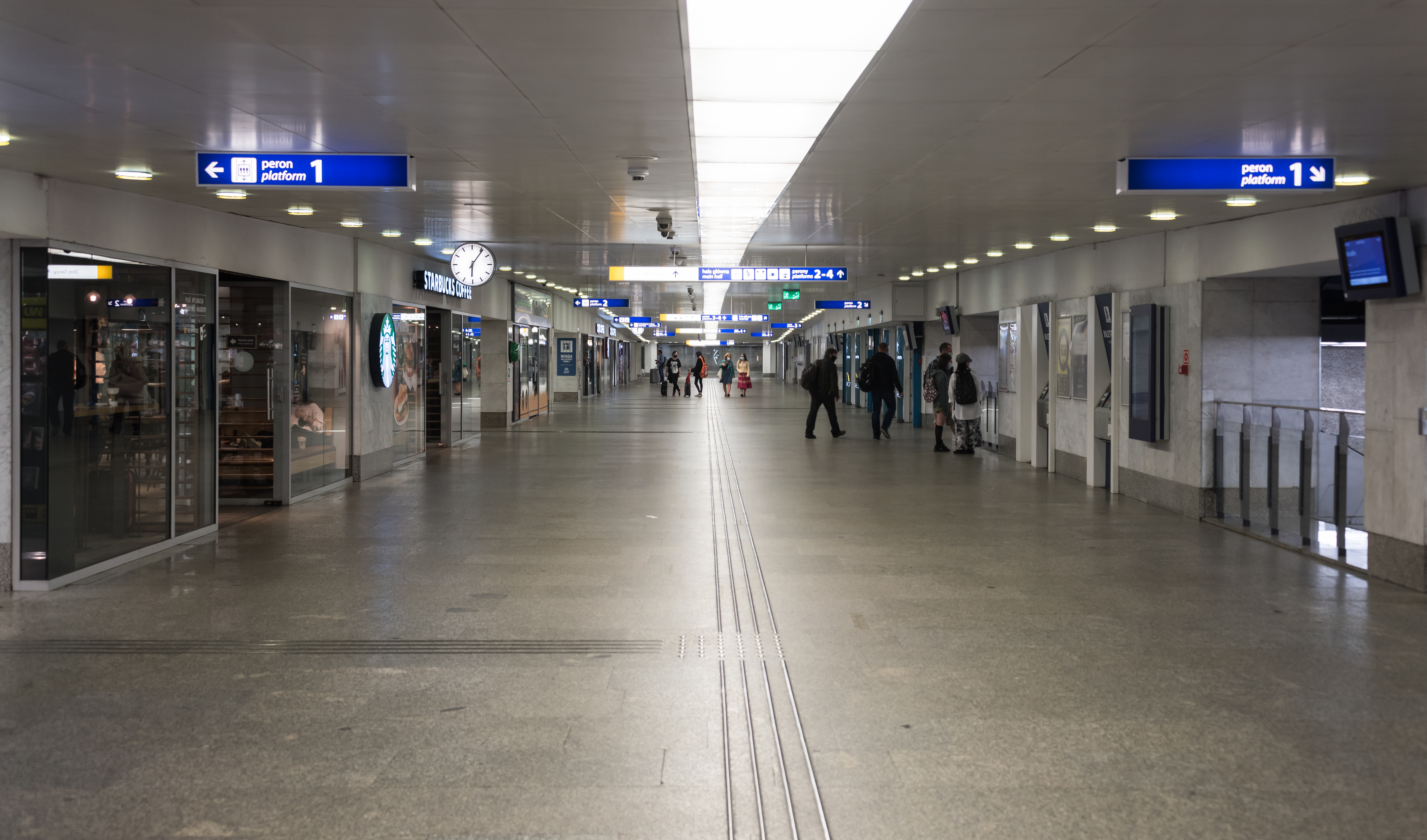
Galeria zachodnia, po prawej schody ruchome na perony
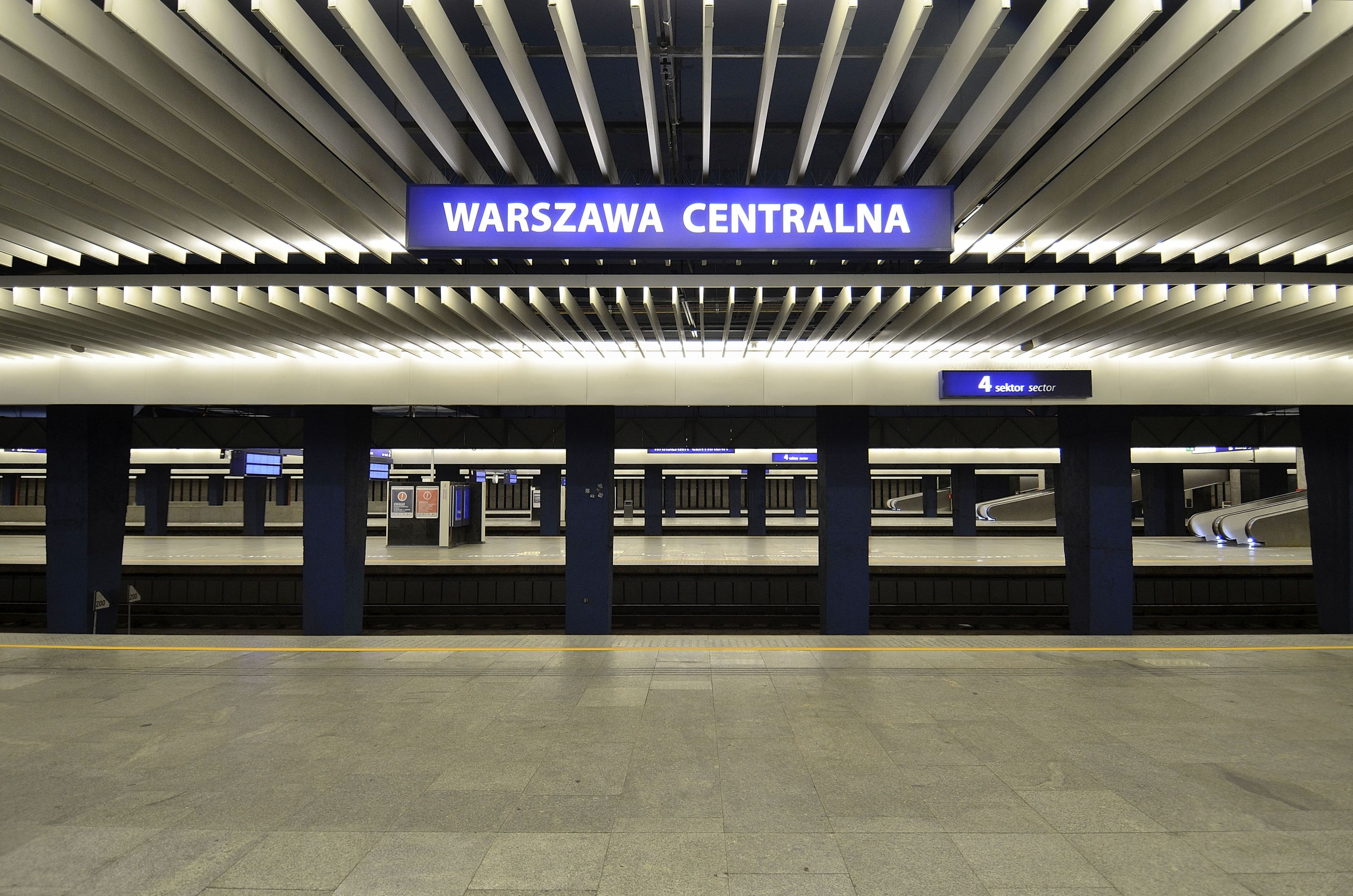
Widok z peronu czwartego na trzy pozostałe perony